# Abattoir Blues/The Lyre of Orpheus
Abattoir Blues/The Lyre of Orpheus — тринадцатый студийный альбом группы Nick Cave and the Bad Seeds, изданный в 2004 году. Двойной альбом, состоящий из 17 песен: 9 на Abattoir Blues и 8 на The Lyre of Orpheus.

## Создание
Запись проходила на Ferber Studio в Париже. Кроме самого Ника в ней приняли участие: Мик Харви, Томас Уайдлер, Мартин Кейси, Конвэй Савэдж, Джим Склавунос, Уоррен Эллис и Джеймс Джонстон. Это был первый альбом без участия Бликсы Баргельда, его заменил участник группы «Gallon Drunk» Джеймс Джонстон. Барабанные партии было решено поделить: на Abattoir Blues их исполняет Склавунос, Уайдлеру же достался The Lyre of Orpheus. По словам продюсера альбома, запись заняла всего 12 дней. 2 ноября стартовал европейский тур в поддержку, по завершении которого вышел двойной CD/DVD альбом The Abattoir Blues Tour.

## Приём
Том Юрек из Allmusic описал первый диск как «залитый пафосом рок-н-ролл», а второй как «более спокойный, элегантный и театральный». Журнал Pitchfork разместил Abattoir Blues/The Lyre of Orpheus на 180 номере в списке 200 лучших альбомов 2000-х.

## Список композиций
Abattoir Blues:
| #  | Название                           | Продолжительность | Автор(ы)                      |
| -- | ---------------------------------- | ----------------- | ----------------------------- |
| 1. | Get Ready for Love                 | 5:05              | Кейв, Эллис, Кейси, Склавунос |
| 2. | Cannibal’s Hymn                    | 4:54              | Кейв                          |
| 3. | Hiding All Away                    | 6:31              | Кейв                          |
| 4. | Messiah Ward                       | 5:14              | Кейв                          |
| 5. | There She Goes, My Beautiful World | 5:17              | Кейв                          |
| 6. | Nature Boy                         | 4:54              | Кейв, Эллис, Кейси, Склавунос |
| 7. | Abattoir Blues                     | 3:58              | Кейв, Эллис                   |
| 8. | Let the Bells Ring                 | 4:26              | Кейв, Эллис                   |
| 9. | Fable of the Brown Ape             | 2:45              | Кейв                          |

The Lyre of Orpheus:
| #  | Название             | Продолжительность | Автор(ы)                      |
| -- | -------------------- | ----------------- | ----------------------------- |
| 1. | The Lyre of Orpheus  | 5:36              | Кейв, Эллис, Кейси, Склавунос |
| 2. | Breathless           | 3:13              | Кейв                          |
| 3. | Babe, You Turn Me On | 4:21              | Кейв                          |
| 4. | Easy Money           | 6:43              | Кейв                          |
| 5. | Supernaturally       | 4:37              | Кейв                          |
| 6. | Spell                | 4:25              | Кейв, Эллис, Кейси, Склавунос |
| 7. | Carry Me             | 3:37              | Кейв                          |
| 8. | O Children           | 6:51              | Кейв                          |

## Участники записи
- Ник Кейв — вокал, пианино
- Мартин Кейси — бас-гитара
- Уоррен Эллис — виолончель, мандолина, бузуки, флейта
- Мик Харви — гитара
- Джеймс Джонстон — орган
- Конвей Савэдж — пианино
- Джим Склавунос — барабаны, перкуссия на Abattoir Blues
- Томас Уайдлер — барабаны, перкуссия на The Lyre of Orpheus